# Ondřej Havel
Ondřej Havel (* 27. září 1994 Praha) je český herec, moderátor a zpěvák. V letech 2013–2018 moderoval pořad Planeta YÓ, hraje v seriálu Ulice a zpívá v hudební kapele New Element. V letech 2014–2019 moderoval na Fajn Rádiu, od roku 2020 do roku 2021 moderoval Snídani šampionů na Hitrádiu. Věnuje se také divadlu a dabingu. Od 6. září 2021 moderuje společně s Johanem Mádrem Snídani s Novou.